# Landesregierung Kaiser III
Die Landesregierung Kaiser III bildet die Kärntner Landesregierung in der 33. Gesetzgebungsperiode seit dem 13. April 2023 in einer Koalition zwischen der SPÖ Kärnten und der ÖVP Kärnten.
- SPÖ: 5
- ÖVP: 2

## Geschichte
Nach der Landtagswahl 2023 am 5. März 2023 entfielen von den 36 Mandaten 15 Mandate auf die Sozialdemokratische Partei Österreichs (SPÖ), die damit drei Mandate gegenüber 2018 verlor. Zweitstärkste Partei wurden die Freiheitlichen  (FPÖ), die mit neun Mandaten unverändert blieben. Die Österreichische Volkspartei (ÖVP) konnte ein Mandat hinzugewinnen und erlangte sieben Sitze. Das Team Kärnten (TK), das zuvor mit drei Mandaten vertreten war, erreichte fünf Mandate (plus zwei Mandate).
Am 7. März 2023 präsentierte ÖVP-Spitzenkandidat Martin Gruber sein Team für Sondierungsgespräche, bestehend aus Landesrat Sebastian Schuschnig, Klubobmann Markus Malle und seinem Büroleiter Thomas Kornek-Goritschnig. Am 14. März 2023 verkündeten Peter Kaiser (SPÖ) und Martin Gruber den Start der Koalitionsverhandlungen. Ab dem 20. März 2023 wurden in neun Untergruppen inhaltlichen Gespräche aufgenommen und Grundpositionen fürs Regierungsprogramm erarbeitet. Am 31. März 2023 gaben Kaiser und Gruber bekannt, gemeinsam eine Koalition zu formen. Der bisherige Landesrat Martin Gruber soll Landeshauptmann-Stellvertreter werden. Die SPÖ ließ das Regierungsteam personell unverändert, Beate Prettner soll allerdings ihren Posten als erste Landeshauptmannstellvertreterin verlieren und Landesrätin werden. Am 5. April 2023 wurde der Koalitionsvertrag zwischen SPÖ und ÖVP unterzeichnet und das gemeinsame Regierungsprogramm vorgestellt.
Die konstituierende Sitzung des Kärntner Landtags mit der Wahl der Landesregierung Kaiser III fand am 13. April 2023 statt. Die Wahl erfolgte mit 22 der 36 gültig abgegebenen Stimmen. Am 18. April 2023 wurde Kaiser von Bundespräsident Alexander Van der Bellen erneut als Landeshauptmann angelobt. Die Ressortverteilung wurde am 19. April 2023 fixiert.

## Regierungsmitglieder
| Amt                                 | Bild | Name                 | Partei | Partei | Zuständigkeitsbereiche |
| ----------------------------------- | ---- | -------------------- | ------ | ------ | --- |
| Landeshauptmann                     |      | Peter Kaiser         |        | SPÖ    | Kunst und Kultur, Sport, Verfassung, Volksgruppen-, EU- und internationale Agenden, strategische Landesentwicklung, Staatsbürgerschaften, Landesauszeichnungen, Seeuferkommission                                                                              |
| 1. Landeshauptmann-Stellvertreterin |      | Gaby Schaunig        |        | SPÖ    | Soziales, Mindestsicherung und Armutsbekämpfung, Finanzen, Wirtschaft, Technologie, Wohnbau, Alternativenergieförderung im Rahmen von Neubauten und Sanierungen, Arbeitsmarkt, Digitalisierung, Technologie, Forschung und Entwicklung und Betriebsansiedelung |
| 2. Landeshauptmann-Stellvertreter   |      | Martin Gruber        |        | ÖVP    | Raumordnung, Ländlicher Raum, Landwirtschaft, Landwirtschaftliches Fachschulwesen, Agrarbehörde, Landarbeitsrecht, ländliches Wegerecht, Straßen, Brücken- und Radwegebau, Orts- und Regionalentwicklung (LEADER), Forstwirtschaft, Jagd und Fischerei         |
| Landesrat                           |      | Daniel Fellner       |        | SPÖ    | Bildung und Kindergarten, Gemeinden, Feuerwehren, Katastrophenschutz und Wasserwirtschaft |
| Landesrätin                         |      | Beate Prettner       |        | SPÖ    | Gesundheits, Krankenanstalten und Pflege, Tierschutz |
| Landesrätin                         |      | Sara Schaar          |        | SPÖ    | Naturschutz, Nationalparks, Frauen, Jugend, Senioren, Geflüchtete und Integration, Erwachsenenbildung |
| Landesrat                           |      | Sebastian Schuschnig |        | ÖVP    | öffentlicher Verkehr, Logistik, Wirtschaft und Tourismus, Energiebereich, Breitbandausbau |